# تانكرد
تانكرد Tancred (عاش 1075 - 5 ديسمبر أو 12 ديسمبر 1112) زعيم نورماني وأحد قادة الحملة الصليبية الأولى. شارك في معركة حصار القدس عام 1099 أصبح بعدها أميرًا على الجليل. وبعد أسر بوهيموند الأول عام 1100 أصبح تانكرد حاكما على إمارة أنطاكية وتوفي في أنطاكية عام 1112م.

## الحملة الصليبية الأولى

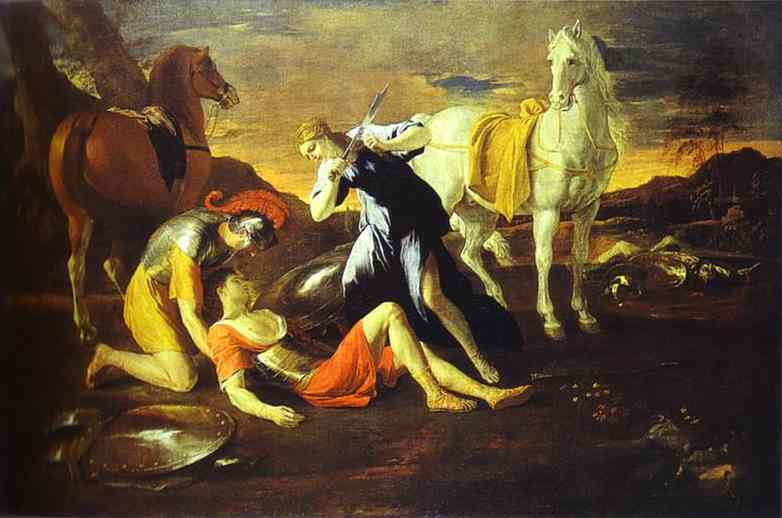
نيكولا پوسان تانكرد وأرمينيا (متحف الهرميتاج).

عام 1096، انضم تانكرد إلى خاله بوهيمند في الحملة الصليبية الأولى، واتخذا طريقهما إلى القسطنطينية. هناك، أُجبر على حلف اليمين للامبراطور البيزنطي ألكسيوس الأول كومننوس، واعداً إياه برد الأراضي المسلوبة إلى الامبراطورية البيزنطية. بالرغم من أن القادة الآخرين لم تكن لديهم نية للوفاء بقسمهم، إلا أن تانكرد رفض القسم.
شارك في حصار نيقية عام 1097، لكن جيش ألكسيوس استولى على المدينة بعد مفاوضات سرية مع السلاجقة. لهذا السبب، كان تانكرد مرتابًا للغاية من البيزنطيين. لاحقاً عام 1097، استولى على طرسوس ومدن أخرى في قيليقية وساهم في حصار أنطاكية عام 1098.
عام 1099، بعد نجاح الهجوم على القدس، زعم أن تانكرد كان أول صليبي يدخل المدينة في 15 تموز/يوليو، برفقة گاستون الرابع من بيرن. ومع ذلك، تشير المعطيات التاريخية إلى أن لودولف من تورناي كان أول صليبي يدخل بيت المقدس، وتبعه شقيقه إنگلبرت. عندما سقطت المدينة، أعطى تانكرد رايته إلى مجموعة من المواطنيين كانوا قد فروا إلى سطح هيكل سليمان. كان هذا من شأنه أن يضمن سلامتهم، لكنهم ذُبحوا، مع آخرين كثر، أثناء نهب المدينة. مؤلف Gesta Francorum (أفعال الفرنجة) سجل هذا، عندما أدرك تانكرد هذا، كان «غاضباً للغاية». عندما تأسست مملكة بيت المقدس، أصبح تانكرد أمير الجليل.